# Eelco Heinen

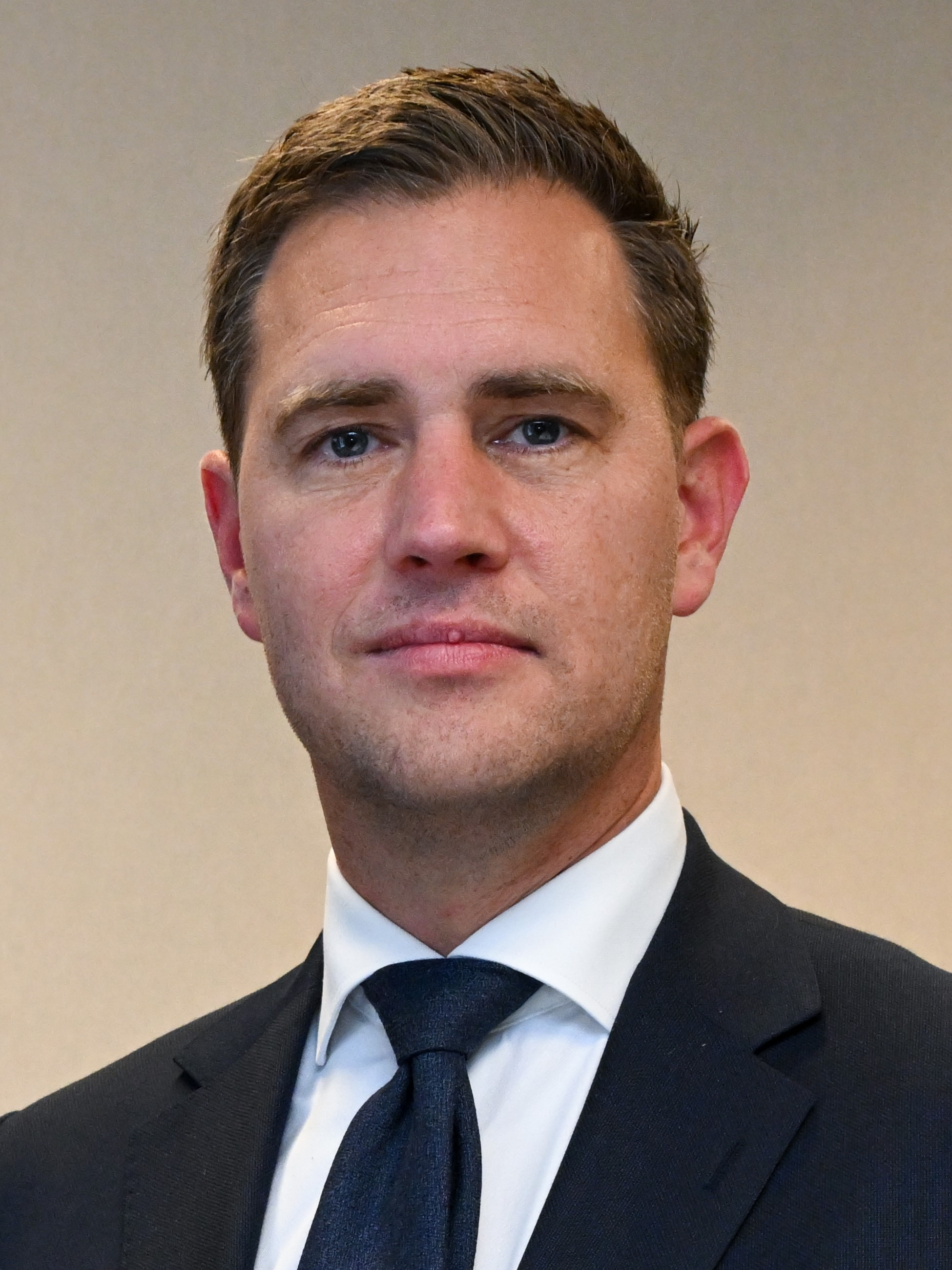
Eelco Heinen, 2024

Eelco Heinen (* 27. April 1981 in Laren) ist ein niederländischer Politiker. Seit dem 2. Juli 2024 ist er Finanzminister und seit dem 3. Juni 2025 zusätzlich Minister für Wirtschaft im Kabinett Schoof. Davor war er ab März 2021 Mitglied der Tweede Kamer. Er ist Mitglied der Volkspartei für Freiheit und Demokratie (VVD) und arbeitete zuvor als Parteimitarbeiter der VVD im Bereich Finanzen.

## Ausbildung und berufliche Karriere
Heinen wurde 1981 in der nordholländischen Stadt Laren geboren und studierte von 1998 bis 2002 Informatik an der Hogeschool van Amsterdam. Anschließend studierte Heinen Wirtschaftswissenschaften an der Universität von Amsterdam. Nach seinem Abschluss als Master of Science in Makroökonomie im Jahr 2005 absolvierte er einen weiteren Master in Internationalen Beziehungen.
Im Jahr 2007 wurde er Referent im Finanzministerium.
Zwischen 2011 und 2014 war er leitender finanzpolitischer Berater der VVD-Fraktion und wurde im letzten Jahr politischer Sekretär und Leiter der Abteilung Politik. Seit 2006 ist Heinen Mitglied in der VVD, wo er zum Wahlkampfteam der Partei bei den Parlamentswahlen 2017 gehörte und Mitverfasser des Wahlprogramms war.